# Wybory parlamentarne w Holandii w 1998 roku

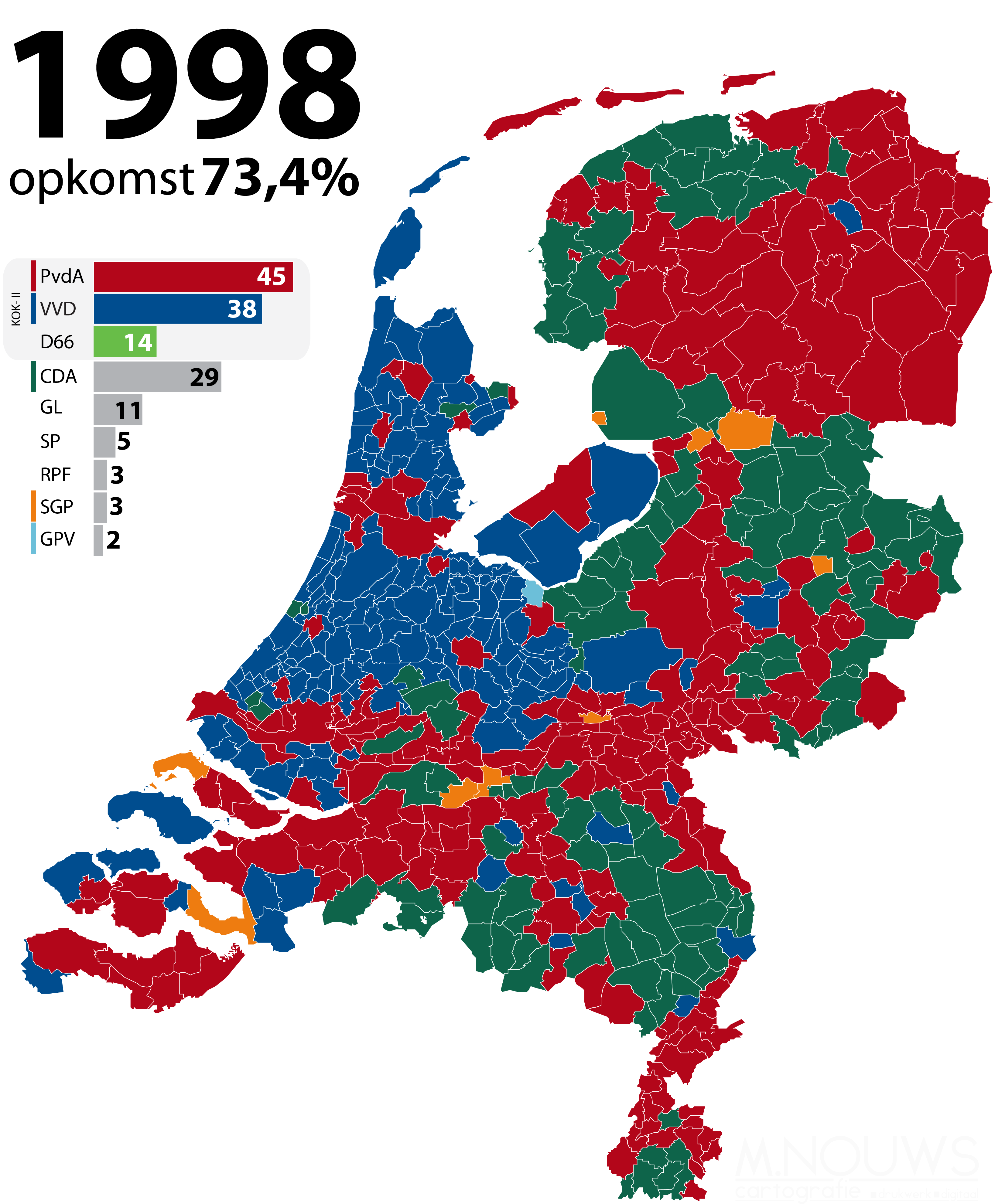
Wybory 1998, wyniki w gminach. Zielonym kolorem zaznaczono miejsca, w których zwyciężył CDA, czerwonym PvdA, niebieskim VVD, pomarańczowym SGP

Wybory parlamentarne w Holandii w 1998 roku zostały przeprowadzone 6 maja 1998. W ich wyniku Holendrzy wybrali 150 posłów do Tweede Kamer, niższej izby Stanów Generalnych. Frekwencja wyborcza wyniosła 73,35%. Wybory zakończyły się ponownym zwycięstwem rządzącej Partii Pracy, co pozwoliło na utworzenie przez jej lidera drugiego rządu Wima Koka.

## Wyniki wyborów
| Partia                                       | Głosy     | %    | Mandaty | Zmiana |
| -------------------------------------------- | --------- | ---- | ------- | ------ |
| Partia Pracy                                 | 2 494 555 | 29,0 | 45      | +8     |
| Partia Ludowa na rzecz Wolności i Demokracji | 2 124 971 | 24,7 | 38      | +7     |
| Apel Chrześcijańsko-Demokratyczny            | 1 581 053 | 18,4 | 29      | –5     |
| Demokraci 66                                 | 773 497   | 9,0  | 14      | –10    |
| GroenLinks                                   | 625 968   | 7,3  | 11      | +6     |
| Partia Socjalistyczna                        | 303 703   | 3,5  | 5       | +3     |
| Reformatorische Politieke Federatie          | 174 593   | 2,0  | 3       | –      |
| Polityczna Partia Protestantów               | 153,583   | 1,8  | 3       | +1     |
| Gereformeerd Politiek Verbond                | 108 724   | 1,3  | 2       | –      |
| Centrum Democraten                           | 52 226    | 0,6  | 0       | –3     |
| Algemeen Ouderen Verbond i Unie 55+          | 45 994    | 0,5  | 0       | –7     |
| Nederland Mobiel                             | 45 219    | 0,5  | 0       | –      |
| Pozostałe                                    | 123 701   | 1,5  | 0       | –      |
| Głosy nieważne i puste                       | 14 435    | –    | –       | –      |
| Razem                                        | 8 622 222 | 100  | 150     | 0      |